# Gmina Cekcyn
Gmina Cekcyn là một gmina nông thôn (quận hành chính) thuộc huyện Tuchola, Kuyavian-Pomeranian Voivodeship, ở phía bắc miền trung Ba Lan. Khu vực hành chính của nó là làng Cekcyn, nằm khoảng 11 kilômét (7 mi) về phía đông của Tuchola và 51 km (32 mi) về phía bắc của Bydgoszcz.
Gmina có diện tích là 253,32 kilômét vuông (97,8 dặm vuông Anh)  và tính đến năm 2006, tổng dân số của nó là 6.437 người.
Gmina bao gồm một phần của các khu vực được bảo vệ của Công viên Cảnh quan Tuchola và Công viên Cảnh quan Wda.

## Làng
Gmina Cekcyn bao gồm các làng và các khu định cư như Bieszewo, Błądzim, Błądzim-Dworzec, Brzozie, Cekcyn, Cekcynek, Dębowiec, Gołąbek, Huta, Iwiec, Jelenia Góra, Karpaty, Kiełpiński Hầu hết, Knieja, Kosowo, Kowalskie Błota, Kruszka, Krzywogoniec, Lisiny, Losiny, Lubiewice, Lubińsk, Ludwichowo, Madera, Mala Huta, Nam Budziska, Nam Gacno, Mikołajskie, Nowy Sumin, Okiersk, Okoninek, Ostrowo, Pila-Mlýn, Plaskorz, Pustelnia, Rudzki Mlýn, Sarnówek, Siwe Bagno, Skrajna, Slawno, Sowiniec, Stary Sumin, Stary Wierzchucin, Suchom, swit, Szczuczanek, Szklana Huta, Trzebciny, Wielkie Budziska, Wielkie Gacno, Wielkie Koralskie Błota, Wierzchlas, Wierzchucin, Wrzosowisko, Wysoka, Zalesie, Zamarte, Zdroje và Zielonka.

## Gmina lân cận
Gmina Cekcyn giáp với gmina khác như Gostycyn, Lniano, Lubiewo, Osie, Śliwice và Tuchola.